# Euthalia epiona
Euthalia epiona är en fjärilsart som beskrevs av Moore 1859. Euthalia epiona ingår i släktet Euthalia och familjen praktfjärilar. Inga underarter finns listade i Catalogue of Life.